# Victor Horsley
Victor Alexander Haden Horsley (Kensington (Londres), 14 de abril de 1857 — Amarah, 16 de julho de 1916) foi um fisiologista inglês.